# Otto Siegel
Otto Siegel (* 12. Juni 1909 in Lichtenegg, Württemberg; † 13. Mai 1987 in Speyer) war ein deutscher Agrikulturchemiker.

## Leben
Siegel, Sohn eines Gutspächters, studierte Naturwissenschaften an den Universitäten in Freiburg, München und Tübingen, dann Landwirtschaft in Hohenheim, wo er 1936 bei Kurt Maiwald mit einer Arbeit über die Grundlagen zweckmäßigster Stallmistbereitung promovierte. 1939 habilitierte er sich in Hohenheim mit einer Schrift über die Humusstoffe im Stallmist. Mehrere Jahre war er als Privatdozent in Hohenheim tätig. Von 1951 bis 1975 leitete er als Direktor die  Landwirtschaftliche Untersuchungs- und Forschungsanstalt Speyer.
In Speyer standen Fragen der Pflanzenernährung und Düngung im Mittelpunkt seiner Tätigkeit. Sein besonderes Interesse galt dabei der Nährstoffversorgung einzelner Kulturpflanzen (insbes. Wein, Tabak und Kartoffeln). Seit 1953 hielt er an der Universität Mainz  Vorlesungen über Agrikulturchemie. 1964 wurde er dort zum außerordentlichen Professor ernannt.
Von 1968 bis 1976 war Siegel Präsident des Verbandes Deutscher Landwirtschaftlicher Untersuchungs- und Forschungsanstalten (VDLUFA). Seine Verdienste würdigte der Verband 1976 mit der Verleihung der Sprengel-Liebig-Medaille in Gold und der Ehrenmitgliedschaft. Bereits 1975 war ihm das Bundesverdienstkreuz am Bande verliehen worden. Vom österreichischen Bundespräsidenten erhielt er 1977 das "Große Goldene Ehrenzeichen für Verdienste um die Republik Österreich".

## Schriften (Auswahl)
- Experimentelle Grundlagen zur zweckmäßigsten Stallmistbereitung unter bäuerlichen Verhältnissen. Diss. Landw. Hochschule Hohenheim 1936. Zugl. in: Zeitschrift für Pflanzenernährung, Düngung und Bodenkunde Bd. 43, 1936, S. 186–220.
- Die Humusstoffe im Stallmist, ihre Bestimmung, Bedeutung und Entwicklung während der Rotte. Habil.-Schr. Landw. Hochschule Hohenheim 1939. Zugl. in: Bodenkunde und Pflanzenernährung Bd. 18  (63), 1940, S. 168–214.
- Die Düngung im Weinbau. In: Handbuch der Pflanzenernährung und Düngung. Herausgegeben von Hans Linser, Bd. 3: Die Düngung der Kulturpflanzen. Springer-Verlag Wien-New York 1965, S. 894–916.
- Festschrift zum 100jährigen Bestehen der Landwirtschaftlichen Untersuchungs- und Forschungsanstalt Speyer. Herausgegeben von Otto Siegel und Mitarbeitern. Speyer 1975 (mit Schriftenverzeichnis).
- Ist Pflanzenbau ohne Mineraldünger und ohne Pflanzenbehandlungsmittel eine Alternative?. Verlagsgesellschaft für Ackerbau Kassel 1982.